# Армия Национального демократического альянса Мьянмы
Армия национального демократического альянса Мьянмы, также известная как  MNDAA (англ. Myanmar Democratic Alliance Army) — этническая вооруженная организация, действующая в регионе Кокан на севере штата Шан в Мьянме и состоящая в основном из этнических ханьцев Кокана. Она была основана 11 марта 1989 бывшим членом Коммунистической партии Бирмы Пэнем Дасюнем  и с тех пор активно участвует в вооруженном конфликте с правительственными войсками.
По имеющимся данным, Армия НДАМ насчитывает более 10 тысяч бойцов. Главная цель альянса — защита прав коренных народов и обеспечение им автономии в рамках федеративной Мьянмы.
Операции армии НДАМ включают в себя нападения на военные базы и патрулирование границ территории, чтобы предотвратить нарушения прав коренных народов. В ходе конфликта с правительственными силами были засечены случаи нарушения прав человека, что привело к международным осуждениям и призывам к прекращению насилия.